# Gelo (romanzo)
Gelo è il primo romanzo di Thomas Bernhard, pubblicato in Germania nel 1963 e in Italia nel 1986.

## Trama
Uno studente di medicina di Schwarzach viene incaricato dal suo docente di riferirgli dettagliatamente circa il degenerare psichico del proprio fratello Strauch, un ex pittore rifugiatosi in un cupo paese montano, Weng, dove conduce una vita raminga alloggiando in una locanda, in preda all'ipocondria e a deliri monologanti d'ispirazione filosofica. La narrazione procede secondo la tecnica peculiare di Bernhard, quella del Bericht (resoconto) descrivendo incontri e monologhi del pittore, fino alla sparizione di Strauch, di cui lo studente verrà a conoscenza dalla lettura di un quotidiano tornato a Schwarzach. 
Pier Aldo Rovatti ha scritto nella prefazione al romanzo: 
(Contagio, in Gelo, p. V)

## Edizioni italiane
- Gelo, traduzione di Magda Olivetti, Collana Supercoralli, Torino, Einaudi, 1986,  p. 272, ISBN 88-06-59436-2.
- Gelo, traduzione di M. Olivetti, Prefazione di Pier Aldo Rovatti, Collana Letture n. 11, Torino, Einaudi, 2008,  pp. XIII, 358, ISBN 978-88-06-18730-9.
- Gelo, traduzione di M. Olivetti riveduta da Marina Pugliano, Collana Biblioteca n.398, Milano, Adelphi, 2024, ISBN 978-88-459-3800-9.